# Halidou Sawadogo
Pour les articles homonymes, voir Sawadogo.
Halidou Sawadogo, également connu sous le nom de « Pagnagdé », est un acteur et comédien burkinabè.

## Biographie

### Enfance et études
Né en 1955 dans le village de Walembi dans la province de Namentenga, chef-lieu du Boulsa, Halidou Sawadogo a grandi dans une famille de près de 300 personnes. Son père, Guébrila Sawadogo, est un commerçant et agriculteur avait quatre épouses, dont sa mère, Aminata Dabilgou. 
Il est le troisième né de son père. Halidou a fait ses études primaires à Boulsa en 1962, son collège au CEG de Kaya en 1969, puis son second cycle au lycée Philippe Zinda-Kaboré. C'est dans ce lycée qu'il fait la rencontre de l'ex-président du Conseil économique et social (CES), Ernest Paramanga Yonli, qui fut également Premier ministre du Burkina Faso. 
Il rentre dans la vie active après l'obtention de son baccalauréat série D. Il commence sa carrière en tant que directeur de cabinet adjoint du Directeur général de la Société nationale d'électricité du Burkina (Sonabel) de 1979 à 1981. Il retourna ensuite en Côte d'Ivoire avec la ferme volonté de poursuivre ses études, ses activités politiques et syndicales, car il n'y était pas autorisé dans son pays. 
En 1983, un mois après l'avènement de la révolution, il revient au Burkina Faso sur la demande de ses parents. Il se retrouve donc une fois de plus dans le militantisme politico-syndical. C'est donc parallèlement à ce dynamisme scolaire et à ce militantisme à travers le Syndicat des techniciens et ouvriers voltaïques (STOV) que l'humoriste en herbe s'est forgé cet autre profil d'acteur artistique. 

### Carrière
Halidou Sawadogo s'est intéressé au théâtre dès l'école primaire. Il a joué des pièces au lycée sur des thématique comme e mariage forcé et l'éducation des enfants, etc. Mais l'Atelier théâtre burkinabè (ATB), fondé par Prosper Kompaoré, fut la première troupe officielle où il travaillera de manière plus professionnelle. C'est avec cette troupe qu'il a contribué à l'animation artistique de l'inauguration du théâtre populaire en 1984, en dansant" Une saison au Congo » d'Aimé Césaire. Payangdé a également joué dans plusieurs pièces au Carrefour international de théâtre de Ouagadougou (CITO) dont "Trois prétendants un mari", une adaptation théâtrale d'une série cinématographique dans laquelle il interprétait le rôle du chef du village. 
Il se marie dans la vraie vie avec Odilia Yoni, sa première femme dans la série Trois femmes, un village.   

## Filmographie
- 1993 : Face à Abdoulaye Dao
- 1998 : Silmandé (Tourbillon) de Saint Pierre Yaméogo
- 2001 : La rue n'est pas le paradis de Guy Désiré Yaméogo
- 2002 : Tassuma de Sanou Kollo
- 2004 : Traque à Ouaga de Boubakar Diallo
- 2004 : Ouaga Saga de Dani Kouyaté
- 2004 : Ina de Valérie Kaboré
- 2004 : Le royaume d'Abou de Sahelis Productions
- 2004 : Safi, la petite mère ː Le mari de Binta
- 2005 : Quand les éléphants se battent de Abdoulaye Dao
- 2005 : Dossier chaud de Boubakar Diallo
- 2005 : Code Phénix de Boubakar Diallo
- 2005 : Trois hommes, un village, série d'Aminata Glez-Diallo
- 2005 : L'or blanc (ou L'or des blancs / Nou pas bouger) de Abdoulaye Dao
- 2006 : L'or des Younga de Boubakar Diallo
- 2006 : Série noire à Koulbi de Boubakar Diallo
- 2006 : Commissariat de Tampy de Missa Hebié
- 2006 : La Belle, La Brute et Le Berger de Boubakar Diallo
- 2007 : Mogo-Puissant de Boubakar Diallo
- 2008 : Sam le caïd de Boubakar Diallo
- 2008 : Cœur de lion de Boubakar Diallo
- 2009 : Danse sacrée en Yaka
- 2009 : Le monde est un ballet, de Issa Traoré de Brahima
- 2010 : Omar et Charly, de Boubakar Diallo[4]
- 2010 : Clara, par Boubakar Diallo
- 2017 : La Forêt du Niolo
- 2018 : Frontière rouge de Pizongo Soumaila[5]
- 2025 : Projet de deuxième femme de Dramane Gnessi[6].